# Michele Dotrice
Michele Dotrice, född 27 september 1948 i Cleethorpes, Lincolnshire, är en brittisk skådespelare. Hon spelade Betty Spencer mot Michael Crawfords Frank Spencer i BBC‑komedin Some Mothers Do 'Ave 'Em 1973 till 1978. De återförenades i ett specialavsnitt 2016. Dotrice var gift med Edward Woodward fram till hans död 2009. Hon är dotter till Roy Dotrice.

## Filmografi (i urval)
- 1995 – Doktor Bramwell (TV-serie)
- 1998 – Fåfängans marknad (TV-serie)
- 2014 – Big School (TV-serie)
- 2018 – En engelsk skandal (TV-serie)
- 2020 – Ett mord för Dodds (TV-serie)